# Aube (musicista)
Akifumi Nakajima (中嶋昭文?, Nakajima Akifumi), meglio conosciuto con il nome d'arte di Aube (Kyoto, 25 settembre 1959 – Kyoto, 25 settembre 2013), è stato un musicista giapponese.
Realizzò numerosi CD, LP e cassette sin dal 1991 ed era considerato uno degli esponenti di punta della frangia rumorista del movimento Japanoise.

## Stile musicale
Aube non gradiva riferirsi al suo lavoro con il termine "musica", preferendo quello di "sound design":
La caratteristica essenziale del suo progetto Aube era quello che ogni disco dovesse scaturire all'origine da un solo suono, poi manipolato e processato con l'utilizzo di varie strumentazioni elettroniche. Ad esempio l'album 108 (Old Europa Cafe, 1999) era composto da registrazioni di sole campane. Tra le sorgenti sonore da lui manipolate vi furono acqua, lampade fluorescenti, oscillatori di voltaggio, voci, suoni polmonari, le pagine della Bibbia e suoni prodotti con un filo d'acciaio.

## Discografia parziale
- 1992 – Spindrift, , G.R.O.S.S. GR-001, Giappone
- 1995 – Magnetostriction, CD, God Factory GOD 3, Paesi Bassi
- 1996 – Grind Carve, MC, Slaughter Productions SPT 74, Italia
- 1996 – Infinitely Orbit, CD, Alchemy Records ARCD-088, Giappone
- 1996 – Metal de Metal, CD, Manifold Records, G.R.O.S.S. MANCD10, USA
- 1997 – Dazzle Reflexion, CD, The Releasing Eskimo IGLOO-007, Svezia
- 1997 – Video Field Recordings, LP, Duebel WHOL3, Germania in collaborazione con Sshe Retina Stimulants
- 1997 – Stared Gleam, CD, Iris Light Records i-light 003CD, Regno Unito
- 1997 – Cardiac Strain, CD, Alien8 Recordings ALIENCD2, Canada
- 1998 – Evocation, CD, Auf Abwegen AATP03, Germania
- 1998 – Deglaze, LP, Old Europa Cafe OELP 005, Italia
- 2002 – Millennium, CD, Armonika KA200013, Italia
- 2006 – Comet, , Troniks TRO-218, Australia